# La Mort viennoise
La Mort viennoise est un roman de Christiane Singer publié le 1er septembre 1978 aux éditions Albin Michel et ayant reçu le prix des Libraires l'année suivante.

## Résumé
En 1679 à Vienne, fastueuse capitale de la Monarchie de Habsbourg, une fête chez le prince Balthasar de Lichtenburg (de) est troublée par un incident dérisoire : un vieux palefrenier s'est pendu dans les écuries. Le contraste entre le faste insouciant de l'aristocratie et l'empressement docile des domestiques, entre la misère des rues et le luxe des traîneaux qui tirent les nobles invités sur la neige, produit une série de tableaux en clair-obscur où l'apparat des fêtes, la jouissance des banquets et les multiples chantiers d'architecture baroque semblent destinés à faire oublier l'ombre de la mort qui rôde : car la Grande peste de Vienne ne va pas tarder à s'abattre sur la ville. Dans les dorures de la Vienne baroque, le choc de l'épidémie bouleverse les codes sociaux et porte à l'extrême les passions amoureuses, érotiques ou mystiques.

## Éditions
- La Mort viennoise, éditions Albin Michel, 1978  (ISBN 2-226-00676-1).